# WEi
I WEi (위아이?; pronunciato in inglese "We-I") sono un gruppo musicale sudcoreano, formatosi nel 2020 sotto la OUi Entertainment. Il gruppo è composto da sei membri, ed ha debuttato il 5 ottobre 2020 con il loro EP Identity: First Sight.

## Formazione
- Jang Dae-hyeon (장대현) – Leader, rap, voce
- Kim Dong-han (김동한) – voce
- Yoo Yong-ha (유용하) – rap, voce
- Kim Yo-han (김요한) – rap, voce
- Kang Seok-hwa (강석화) – voce
- Kim Jun-seo (김준서) – voce

## Cronografia

### 2020-2021: debutto e serieIDENTITY
Il gruppo è stato annunciato per la prima volta nel maggio del 2020 con il nome provvisorio di OUIBOYS, attraverso profili individuali. Successivamente il nome è stato ufficializzato come WEi.
Il 5 ottobre 2020 i WEi hanno fatto il loro debutto ufficiale col loro primo mini album di 5 canzoni IDENTITY: First Sight, partecipando ai music shows e pubblicando il video musicale della title track TWILIGHT. Nel dicembre dello stesso anno è stata distribuita una clip speciale per la canzone DOREMIFA.
Il 24 febbraio 2021 il gruppo ha presentato il suo primo comeback col secondo mini album IDENTITY: Challenge, contenente 5 canzoni tra cui la title track ALL OR NOTHING prodotta dal leader Jang Daehyeon. Il gruppo ha presentato l'album in uno showcase online a causa dell'emergenza da COVID-19, durante il quale è stata mostrata anche la coreografia della track Diffuser.
Dopo soli 4 mesi i WEi sono tornati con il loro terzo mini album IDENTITY: Action, il giorno 9 giugno 2021. Il video musicale della title track, BYE BYE BYE, è ad oggi l'MV più visto sul loro profilo YouTube. In occasione dei 300 giorni dalla loro formazione, i WEi il 31 luglio 2021 hanno pubblicato una special clip per la canzone Ocean facente parte dell'EP.
Il 1º ottobre 2021, come singolo promozionale Universe, i WEi hanno distribuito la canzone Starry Night insieme al suo video musicale .

### 2022-2023: serieLove,tour mondiali e debutto in Giappone
Dopo 6 mesi dall'ultimo mini album, i WEi sono tornati a prepararsi per un nuovo EP mentre il membro Kim Yohan ha pubblicato il 10 gennaio 2022 il suo primo mini album da solista, Illusion insieme alla title track DESSERT, presentata ai music shows in solitaria.
Il 16 marzo 2022 i WEi hanno pubblicato il video musicale della canzone Too Bad insieme al quarto mini album Love Pt.1: First Love, segnando l'inizio di una nuova serie destinata a durare più di un anno. Questo è il primo EP del gruppo a contenere 6 canzoni anziché 5, presentando quindi una track introduttiva prima della title track: il suo titolo è BLOSSOM e ha ricevuto più tardi nella primavera del 2022 una clip speciale.
Nel luglio del 2022 la OUi Entertainment ha annunciato che il gruppo WEi era in procinto di effettuare il proprio debutto anche in Giappone attraverso la pubblicazione del loro primo mini album giapponese Youth. Il 10 agosto 2022 la title track Maldives è stata pubblicata, mentre il giorno dopo l'intero EP è stato pubblicato con le sue tre tracce. Nei 4 giorni successivi al debutto i WEi hanno tenuto mini live nel paese nipponico incontrando le fan.
Nel settembre del 2022 i WEi si sono esibiti in vari concerti per il loro primo tour mondiale denominato [First Love].
Un mese dopo è stato annunciato il quarto comeback coreano del gruppo; il 19 ottobre 2022 i WEi hanno presentato il loro quinto EP, Love Pt.2: Passion con la title track Spray. In uno showcase fisico in presenza il gruppo ha anche cantato la sesta traccia del mini album, Umbrella. La quinta canzone, Special Holiday, ha ricevuto nel dicembre del 2022 una special clip registrata dal gruppo mentre era in tour a New York.
Il 13 dicembre 2022 il gruppo ha presentato un single album speciale per le festività contenente due tracce, Gift for You. Due concerti chiamati [Merry RUi Day] hanno accompagnato l'uscita del singolo; durante i concerti è stata mostrata per la prima volta la coreografia di ROSE, traccia del quinto mini album.
Tra aprile e giugno del 2023 i WEi sono tornati a esibirsi in vari concerti per il loro secondo tour mondiale denominato [Passion]. Il membro Kim Yohan non ha potuto partecipare al tour a causa di altri impegni lavorativi.
Il 28 giugno 2023 i WEi hanno presentato durante un concerto showcase chiamato [Eternal Sunshine] il loro sesto mini album. Il 29 giugno 2023 l'EP Love Pt.3: Eternally è stato distribuito insieme alla title track OVERDRIVE. L'ultima traccia del mini album, End of the Day, ha ricevuto una clip speciale a luglio del 2023 in occasione dei 1000 giorni dalla formazione del gruppo.
Il 10 luglio 2023 il gruppo ha pubblicato video musicale e traccia digitale per la versione inglese della title track appena prodotta, OVERDRIVE (English Ver.).
Nella seconda metà dell'anno i WEi si sono dedicati alle promozioni di Love Pt.3: Eternally, tenendo un fanmeeting in Giappone denominato Eternal Sunshine tra le altre cose.

### 2024-presente: primo comeback giapponese, digital single album e settimo mini album
Il 18 gennaio 2024 è stato annunciato il primo comeback in Giappone del gruppo WEi a cui il membro Kim Yohan non ha potuto partecipare a causa di altri impegni lavorativi. Il 14 febbraio 2024 il secondo mini album giapponese WAVE è stato distribuito assieme alla title track FAKE LOVE e ad altre due tracce inedite, tutte presentate durante due concerti tenuti in Giappone e denominati [THE WAVE]. Durante il mese successivo alla pubblicazione i WEi hanno tenuto mini live e interazioni con i fan in varie strutture; così è stato anche per il periodo tra la fine di aprile e l'inizio di maggio.
Il 28 luglio 2024 il gruppo ha annunciato l'uscita imminente del loro primo digital single album coreano, alla cui registrazione e video musicale ha partecipato nuovamente il membro Kim Yohan, reso pubblico il 30 agosto 2024 e chiamato LOVE2YOU. Per celebrare l'uscita del singolo i cinque membri escluso Kim Yohan hanno tenuto 4 fanmeeting con performance della canzone e vari mini live in Giappone.
Il 5 dicembre 2024, attraverso i canali social ufficiali, i WEi hanno annunciato l'uscita di un nuovo mini album, The Feelings, prevista per il 15 gennaio 2025. Il membro Kim Yohan non presenzierà nell'album a causa della registrazione di un k-drama. Il 15 gennaio 2025, in concomitanza con la pubblicazione del mini album, i WEi hanno tenuto uno showcase concert denominato [The Feelings], per poi partecipare fino a domenica 18 gennaio 2025 a vari music shows. Tra il 7 febbraio e l'11 febbraio 2025 i WEi si sono recati in Giappone, dove hanno tenuto dei mini live e un concerto a Saitama denominato [The Feelings] l'8 febbraio. Inoltre, il 15 febbraio e il 16 febbraio 2025 i WEi si trovavano a Taipei per due fan concerts anch'essi denominati [The Feelings].

## Discografia

### EP
- 05/10/2020 – Identity: First Sight
- 24/02/2021 – Identity: Challenge
- 09/06/2021 – Identity: Action
- 16/03/2022 – Love Pt.1: First Love
- 11/08/2022 – Youth
- 19/10/2022 – Love Pt.2: Passion
- 13/12/2022 – Gift for You
- 29/06/2023 – Love Pt.3: Eternally
- 14/02/2024 – Wave
- 15/01/2025  – The Feelings

### Singoli
- 01/10/2021 – Starry Night (Prod. Dress)
- 10/07/2023 – Overdrive (English ver.)
- 30/08/2024 – Love2You

## Videografia
- 2020 – Twilight
- 2021 – All or Nothing
- 2021 – Bye Bye Bye
- 2021 – Starry Night (Prod. Dress)
- 2022 – Too Bad
- 2022 – Maldives
- 2022 – Spray
- 2022 – Gift For You
- 2023 – Overdrive
- 2023 – Overdrive (English ver.)
- 2024 – Fake Love
- 2024 – Love2You
- 2025 – Not Enough

## Riconoscimenti
APAN Music Awards
- APAN Choice New K-Pop Icon (2020)[1]

Global Environment International Conference Awards
- Top Class Representative Person Award (2022)